# بازدانگان پیشین
بازدانگان پیشین (انگلیسی: Progymnosperm) گروهی منقرض‌شده از گیاهان چوبی و هاگ‌دار هستند که گمان می‌رود از تریمروفیت‌ها تکامل یافته و در نهایت به پیدازادان، که نیای مشترک بازدانگان و گیاهان گل‌دار هستند، منجر شده‌اند. این گروه از نظر رتبه آرایه‌شناختی به‌عنوان شاخه Progymnospermophyta یا رده Progymnospermopsida دسته‌بندی شده‌اند. قدیمی‌ترین نمونه‌های شناخته‌شده از این گیاهان از نظر زمین‌شناختی به راسته Aneurophytales در دوونین میانی تعلق دارند که شامل گونه‌هایی مانند Protopteridium هستند. در این گیاهان، اندام‌های رویشی شامل مجموعه‌های نسبتاً پراکنده‌ای از محورهای رشد بودند. Tetraxylopteris نیز نمونه‌ای دیگر از جنسی است که فاقد برگ بود. در انواع پیشرفته‌تر آن مانند Aneurophyton، این اندام‌های رویشی شروع به شباهت یافتن به برگ‌های سرخسی کردند، و در اواخر دوره دوونین، گمان می‌رود که این گروه نیای راسته دانه‌سرخس‌تباران، یعنی Lyginopteridales، بوده‌اند.
در همین دوران، گروه دیگری از بازدانگان پیشین باعث ظهور اولین درختان بسیار بزرگ مانند باستان‌سرخس شدند. آخرین گروه بازمانده از بازدانگان پیشین راسته Noeggerathiales بود که تا پایان دوره پرمین ادامه یافت.

## ویژگی‌های دیگر
- بن‌لاد آوندساز با توانایی رشد نامحدود، همراه با بافت چوبی و بافت آبکش در این گیاهان وجود داشت.
- نیای اولیه پیدازادان و نخستین درختان واقعی محسوب می‌شوند.
- رشد monopodial (محوری) قوی در آن‌ها مشاهده شده است.
- برخی از آن‌ها ناجورهاگ بودند، درحالی‌که برخی دیگر هاگ داشتند.